# Мале Винице
Мале Винице (словен. Male Vinice) је насељено место у општини Содражица, регија Југоисточна Словенија, Словенија.

## Историја
До територијалне реорганизације у Словенији биле су у саставу старе општине Рибница. Као самостално насеље, Мале Винице постоји од 1998. године. Настао је издвајањем дела из насеља Винице.

## Становништво
У попису становништва из 2011. године, Мале Винице су имале 23 становника.
| Број становника према пописима | Број становника према пописима |
| ------------------------------ | ------------------------------ |
| 2002                           | 2011                           |
| 16                             | 23                             |

Напомена: Године 1998. настала издвајањем дела из насеља Винице.